# Cmentarz św. Rocha w Łukowie
Cmentarz św. Rocha – cmentarz rzymskokatolicki, położony w Łukowie, na terenie parafii Podwyższenia Krzyża Świętego. Znajduje się pomiędzy ulicami: 700-lecia, Kiernickich, Świderską, Cmentarną i Spokojną. Ma powierzchnię 7,4 ha.
Co roku na cmentarzu odbywają się uroczystości odpustowe ku czci jego patrona – św. Rocha. Data wydarzenia jest ruchoma – ma ono miejsce w dniu 16 sierpnia (wspomnienie świętego), jeśli wypada on w niedzielę, lub w najbliższą niedzielę po tym dniu.

## Historia

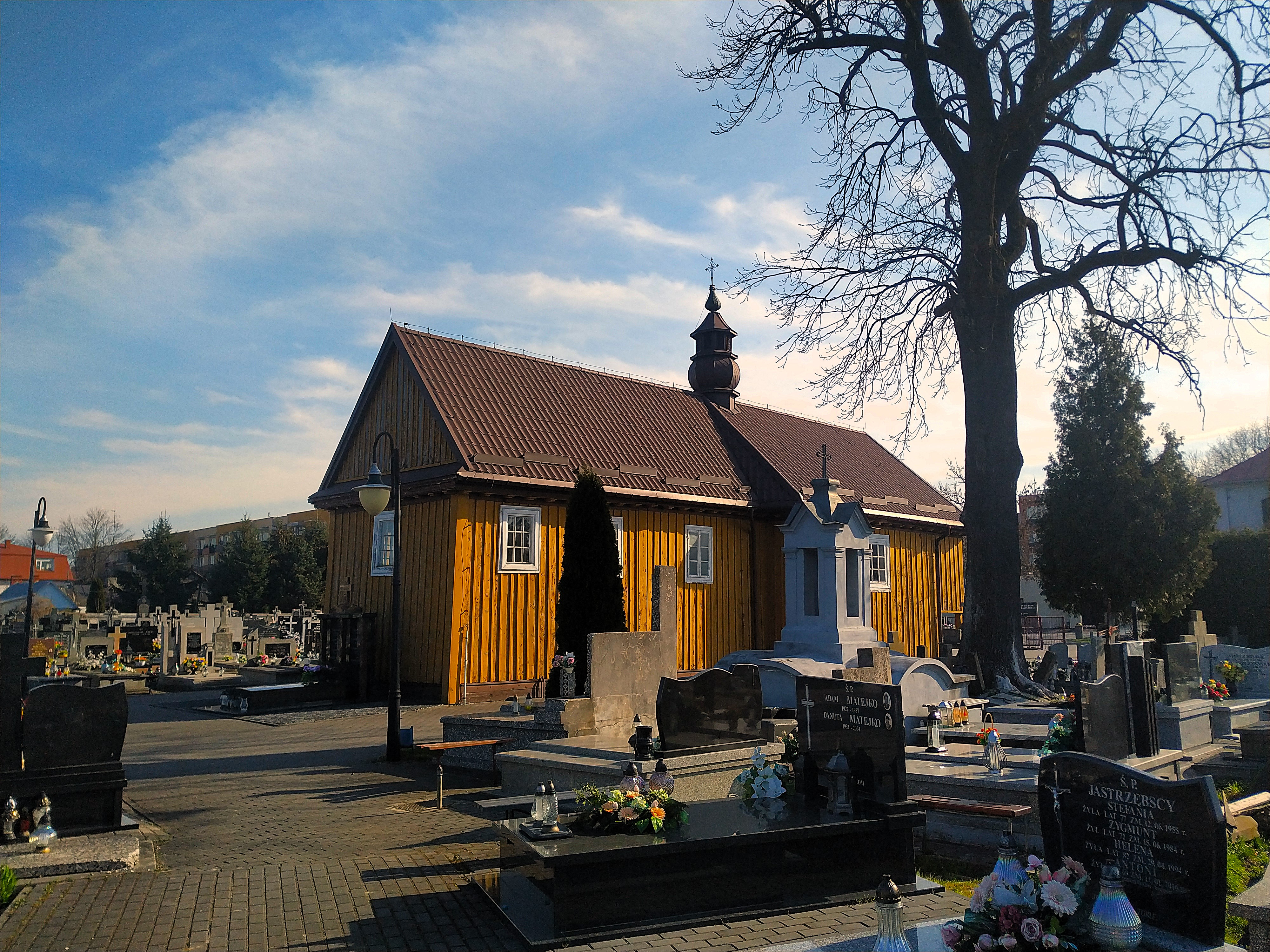
Kościół (kaplica) św. Rocha

Cmentarz powstał po zamknięciu dwóch wcześniejszych nekropolii – jednej przy istniejącym kiedyś kościele farnym (obecnie teren w pobliżu ul. Farnej i ul. kard. Wyszyńskiego), a także drugiej, przy (również już nieistniejącym) kościele św. Ducha, pomiędzy obecnymi ulicami Piłsudskiego i Browarną. Obydwa cmentarze zamknięto około 1810 r. ze względów sanitarnych i z powodu rozbudowy miasta (znalazły się przy centrum Łukowa). Nagrobki zniwelowano, a tereny cmentarne przeznaczono pod zabudowę. Kości pochowanych osób zostały przeniesione na nowy cmentarz. Na jego terenie zbudowano w I połowie XIX wieku drewniany kościół św. Rocha, który w latach 1838–1865 pełnił funkcję kościoła parafialnego. Obecnie pełni funkcję kaplicy cmentarnej.
Najstarszy nagrobek, zachowany na cmentarzu św. Rocha, pochodzi z 1831 r. (grób rodziny Łaskich). Nekropolia jest miejscem pochówku m.in. uczestników powstania styczniowego, żołnierzy Wojska Polskiego poległych we wrześniu 1939 r. i wielu zasłużonych osobistości z Łukowa i okolic.

## Pochowani
- Bronisław Chąciński (1868–1922) – lekarz, działacz społeczny[12]
- Leon Kiernicki (1885–1981) – lekarz, działacz społeczny[13]
- Leon Klimecki (1889–1968) – dyplomata, działacz społeczny
- Stanisław Lewicki (1854–1933) – działacz społeczny
- Franciszek Maklakiewicz (1915–1939) – kompozytor[14]
- Wiktor Osik (1947–2015) – polityk, samorządowiec[15]
- Jadwiga Wajszczuk (1944–2021) – filolog, profesor Uniwersytetu Warszawskiego[16]
- Stanisław Gabriel Żeleński (1873–1914) – architekt[17]

## Galeria

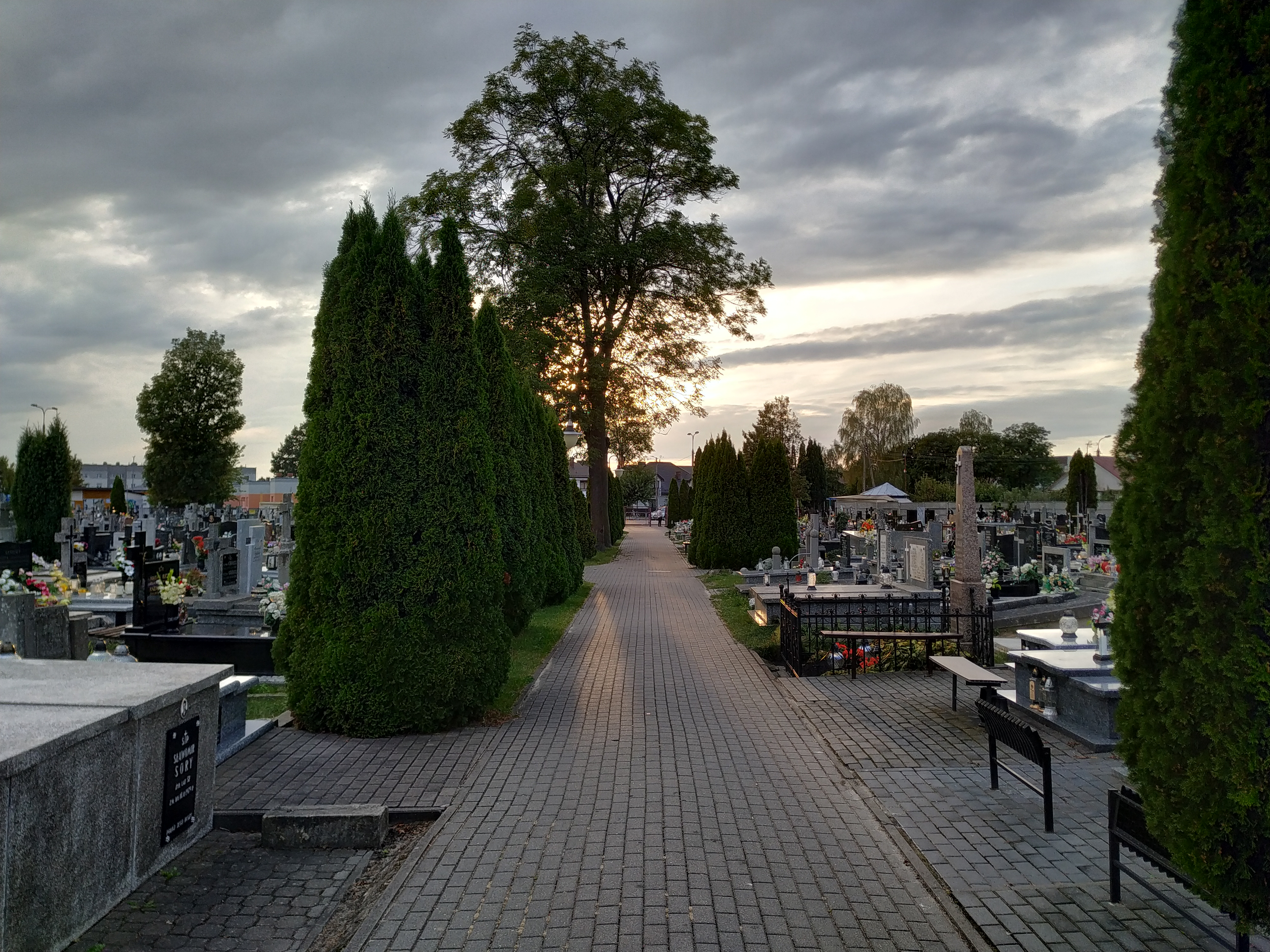
Główna aleja cmentarza – al. św. Rocha (widok w kierunku zachodnim)
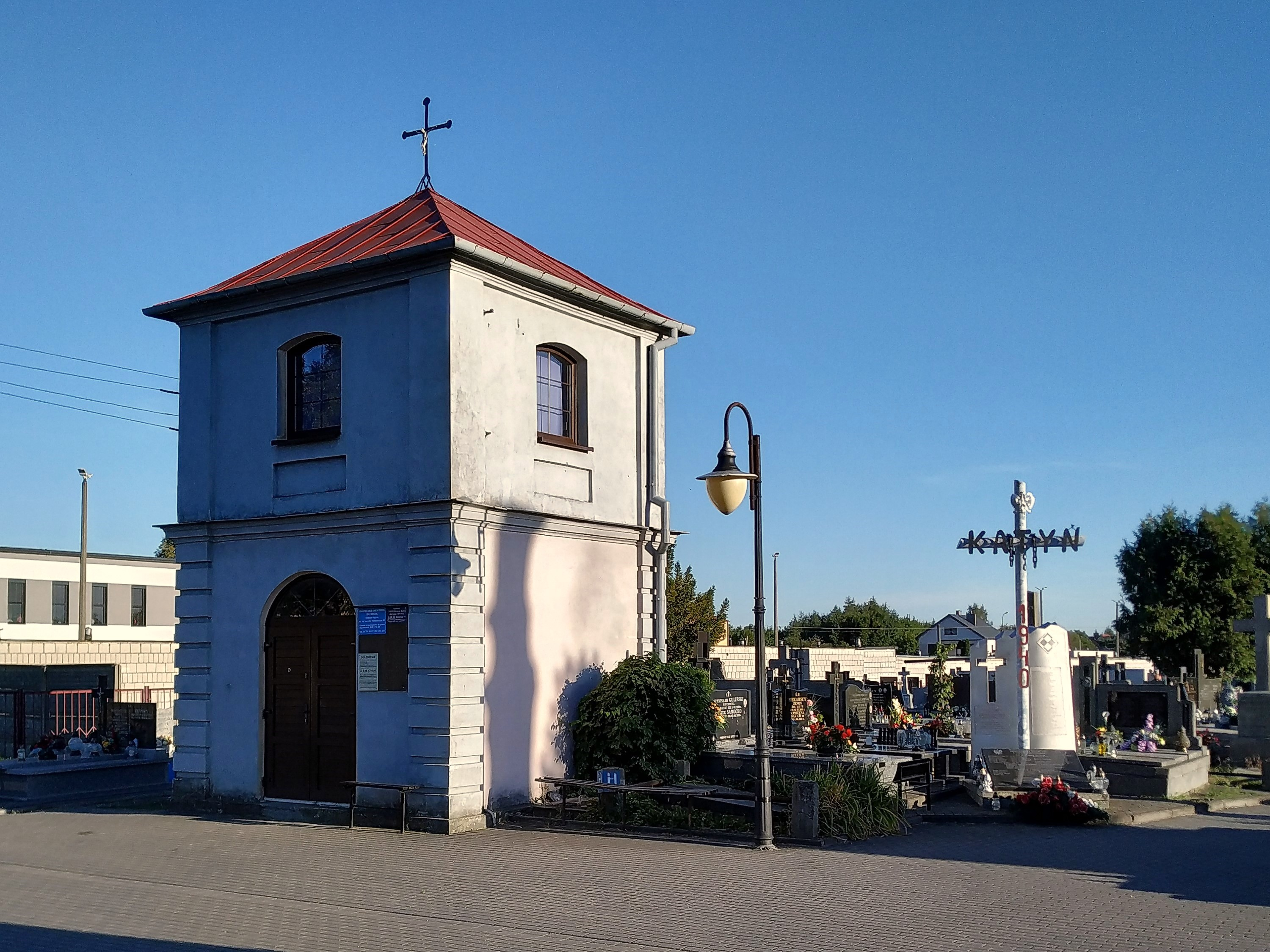
Dzwonnica cmentarna, na prawo od niej Krzyż Katyński
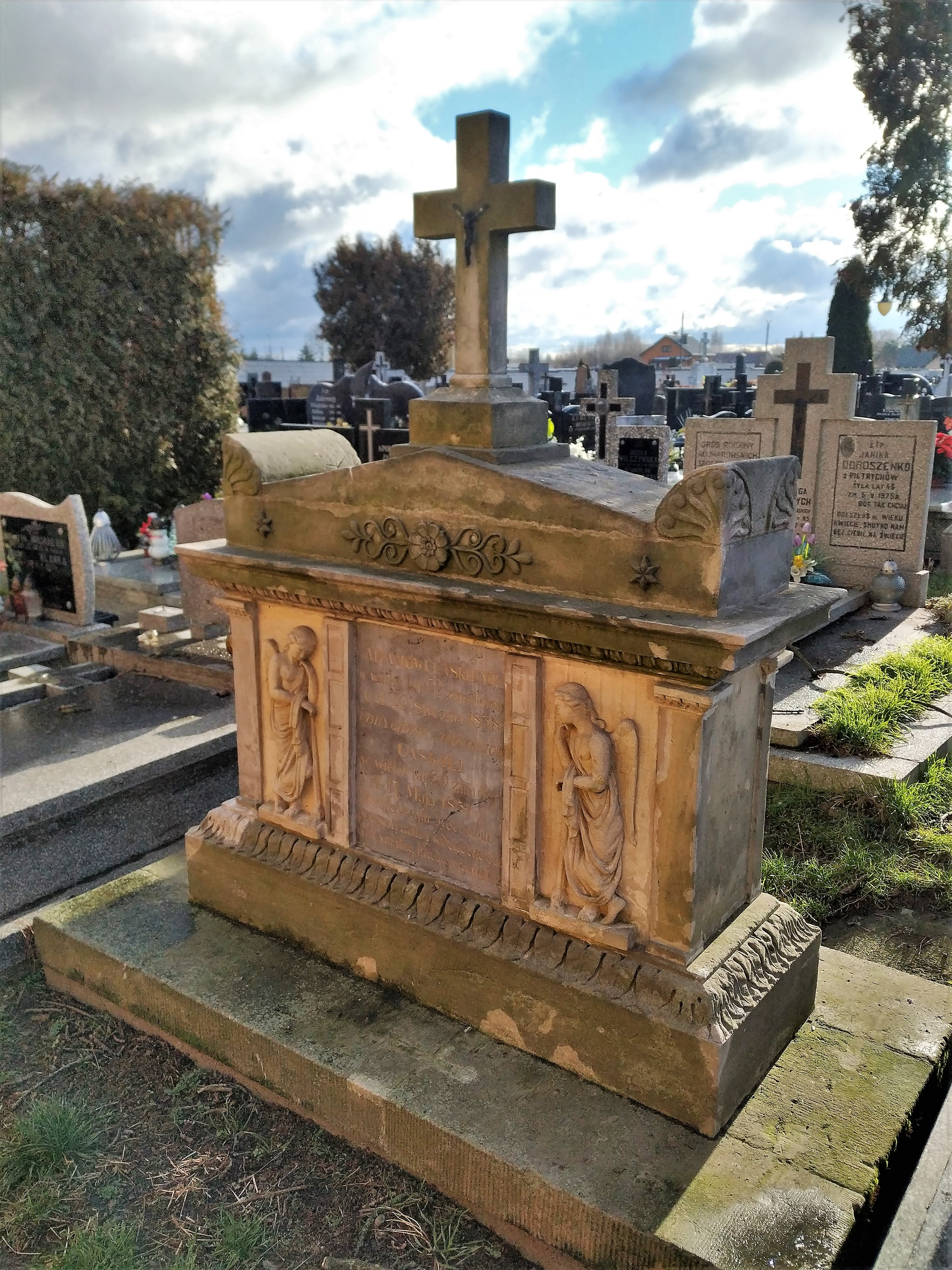
Nagrobek rodziny Łaskich z 1831 r.
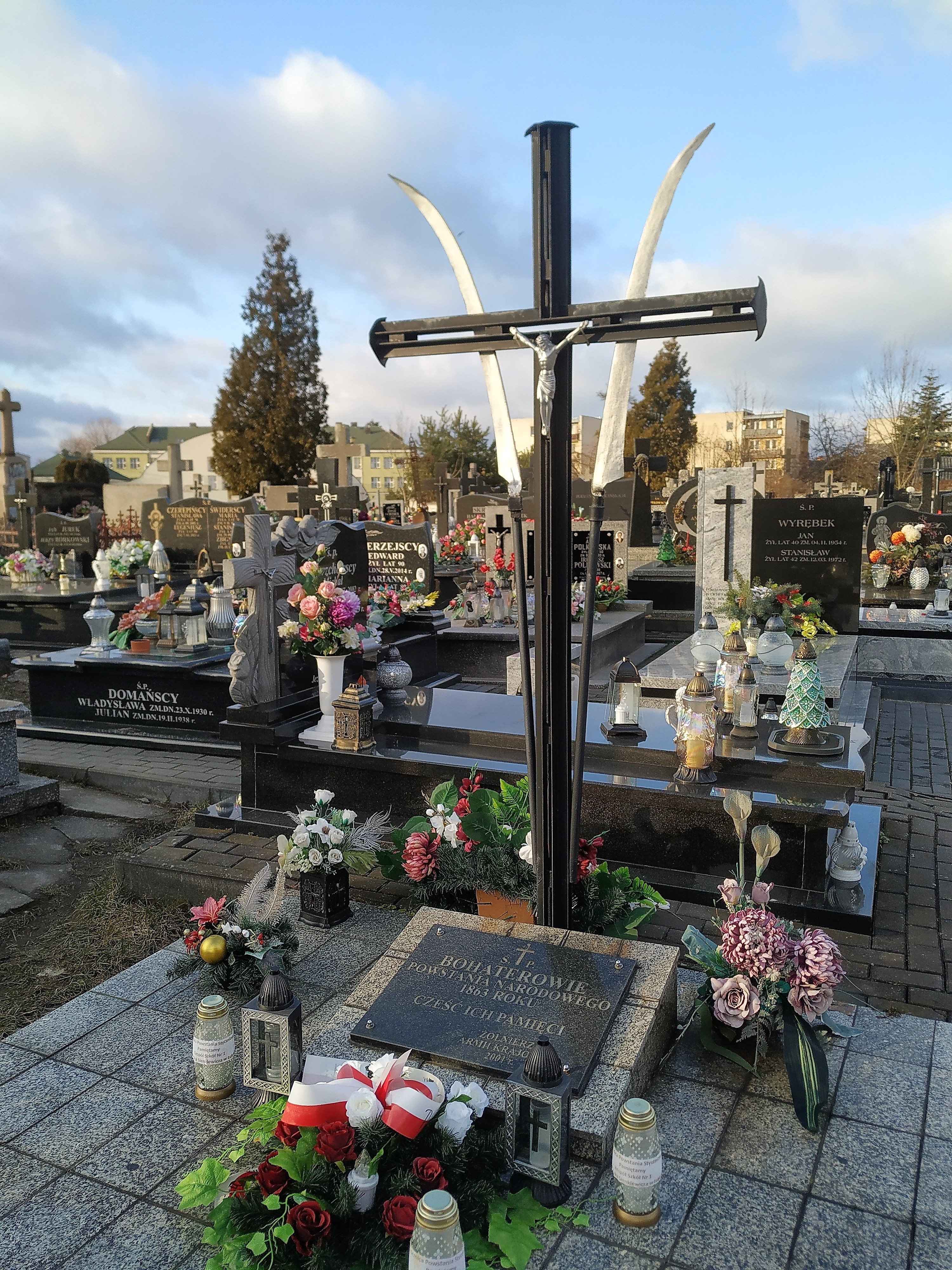
Mogiła zbiorowa Powstańców styczniowych
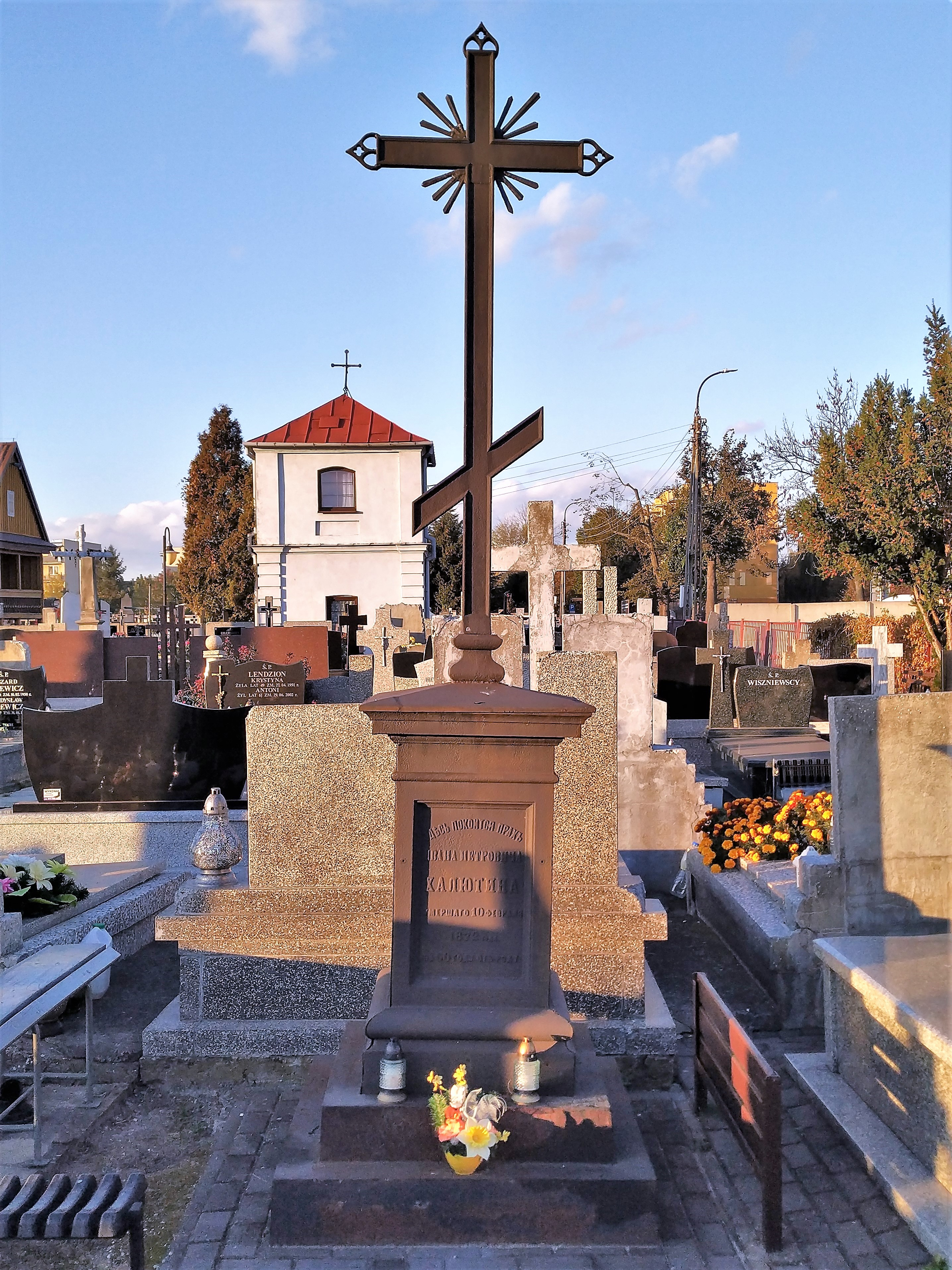
Rosyjski, prawosławny nagrobek z czasów zaborów[a]
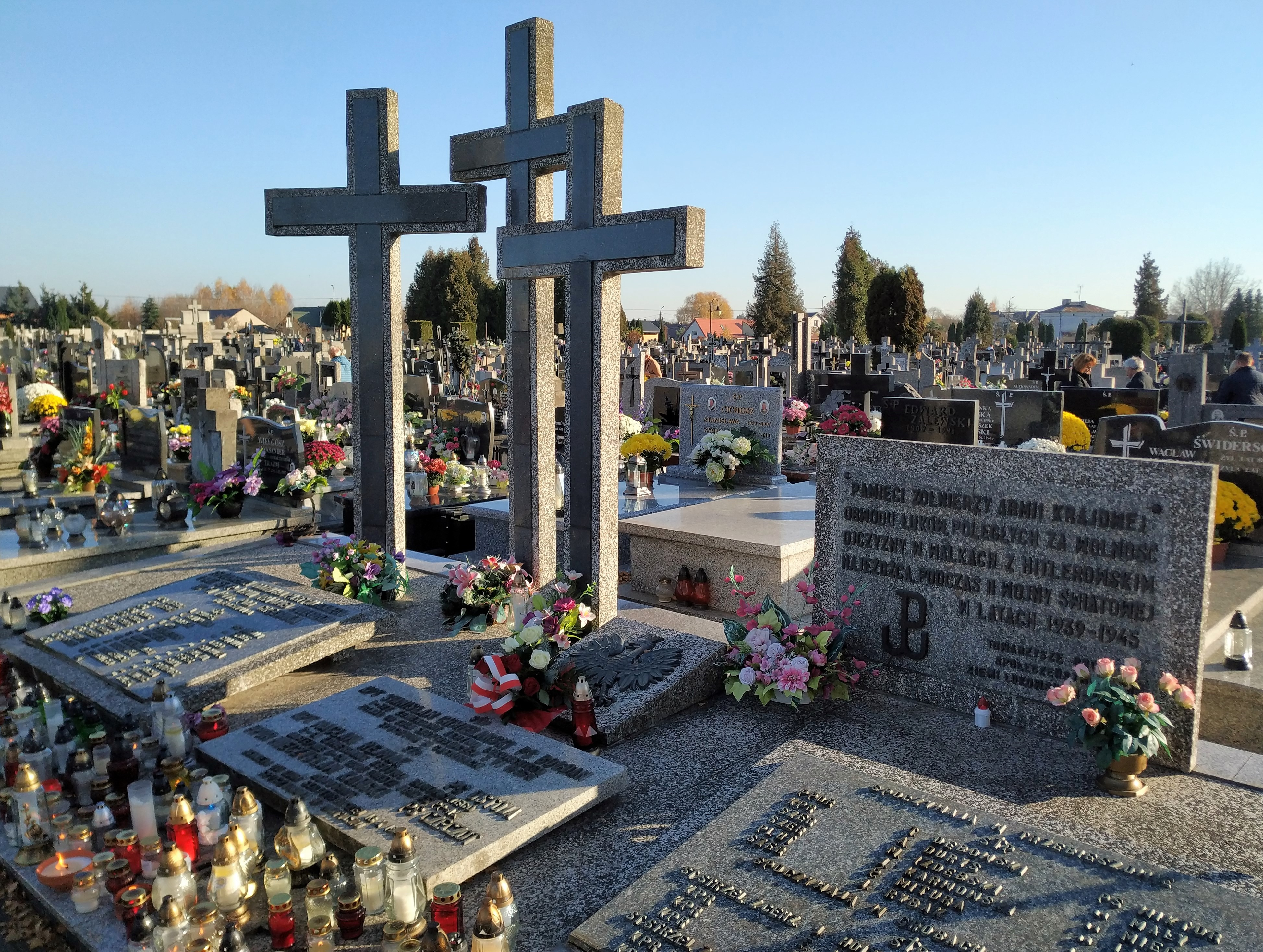
Pomnik „Żołnierzy Armii Krajowej Obwodu Łuków, poległych za wolność Ojczyzny [...] w latach 1939–1945”
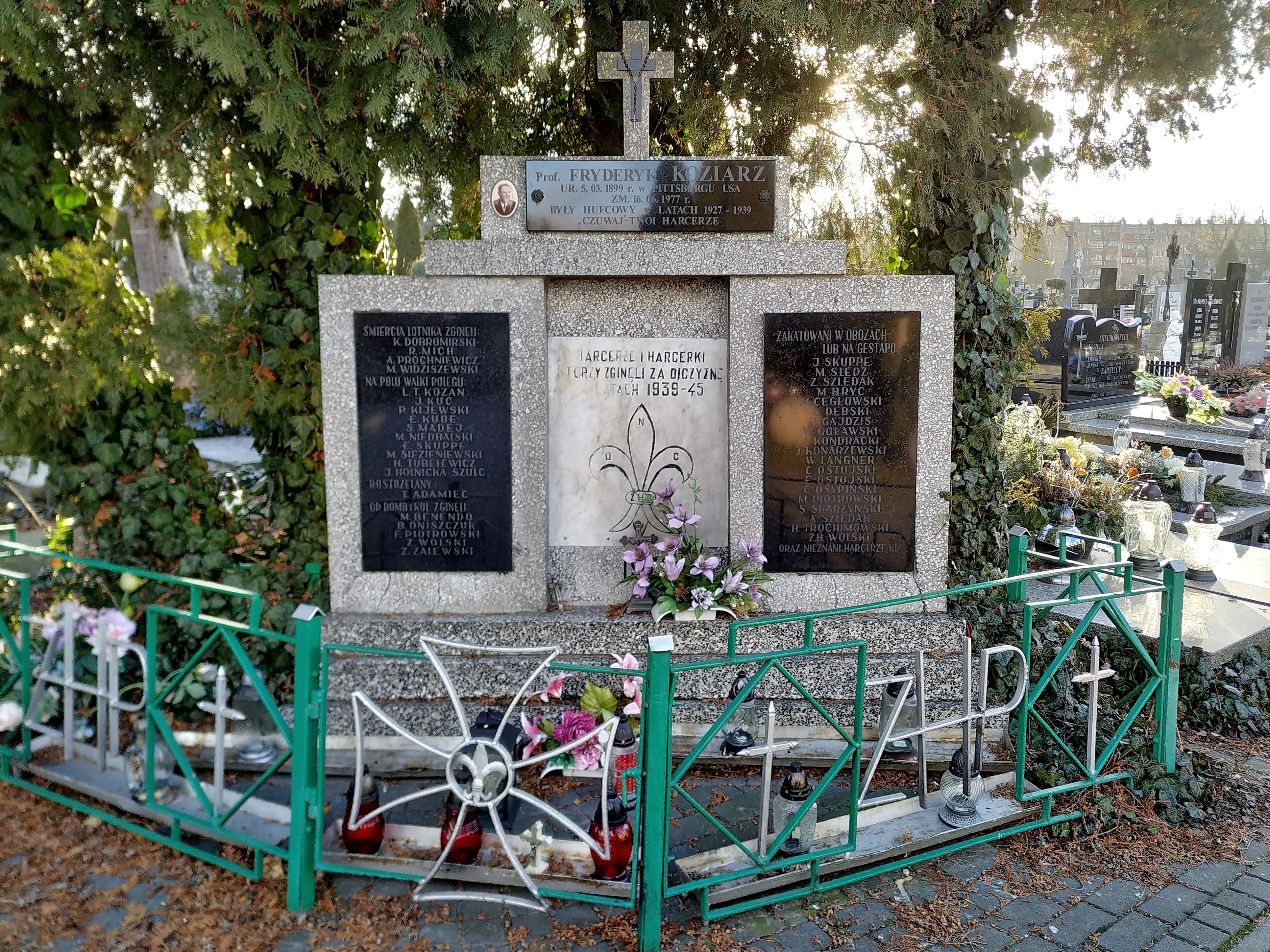
Symboliczny nagrobek „Harcerzy i Harcerek, którzy zginęli za Ojczyznę w latach 1939–1945”